# Palazzo Orsini Pio Righetti

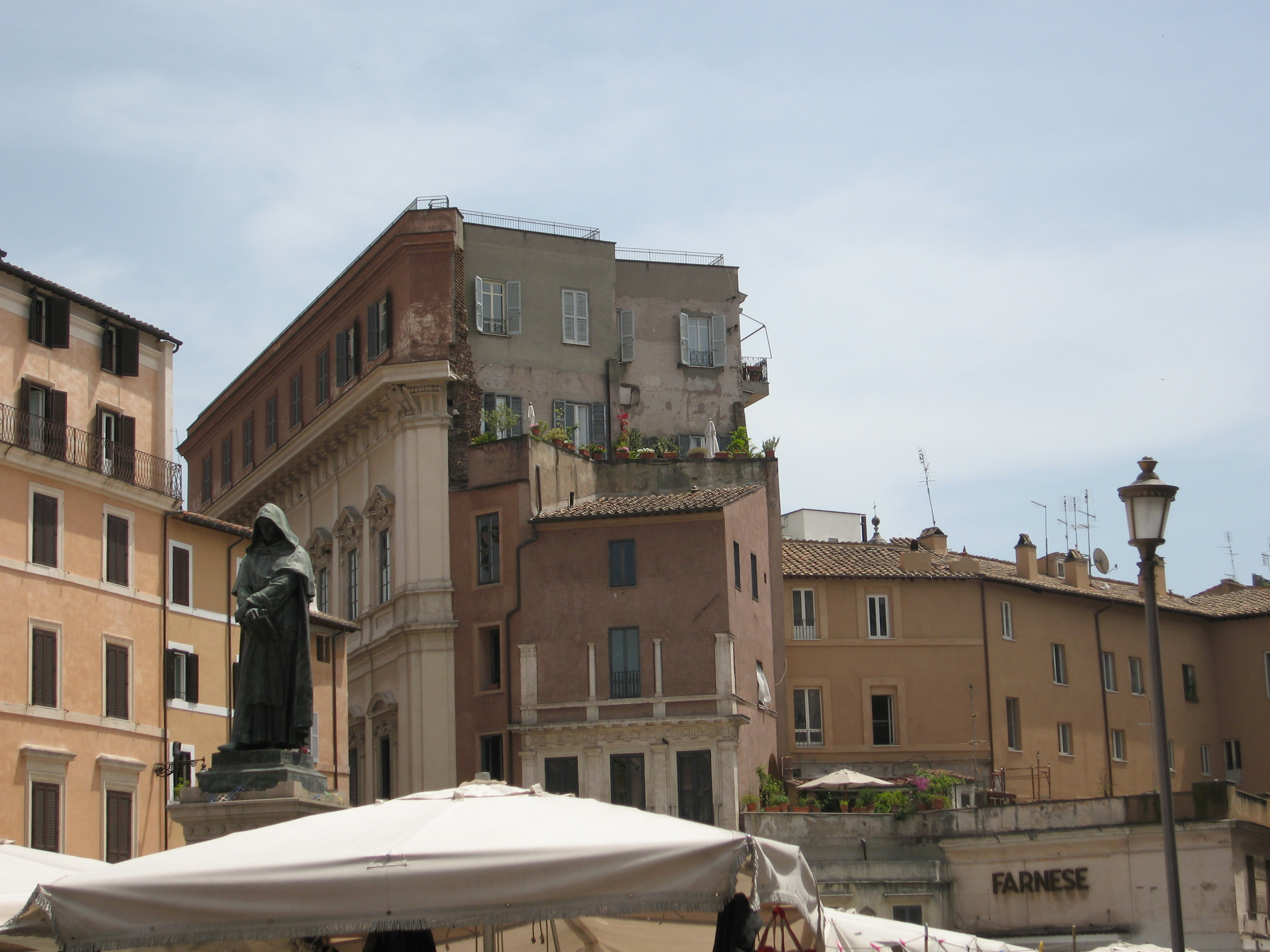
Il palazzo visto da Campo de' Fiori

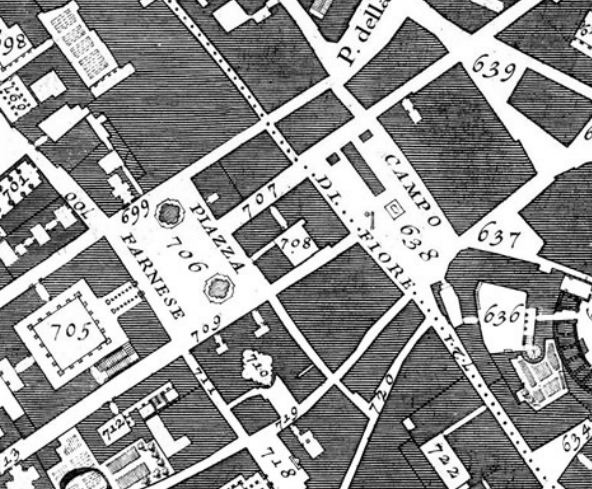
Al n.636 la pianta del palazzo nella Nuova Topografia di G.B. Nolli

Il Palazzo Orsini Pio Righetti (noto anche come Palazzo Pio) è un edificio del rione romano di Parione.

## Storia e descrizione
È stato costruito nelle forme attuali intorno al 1450 dal cardinale Francesco Condulmer incorporando parte del medievale edificio fortificato sede degli Orsini del ramo di Campo de' Fiori o de Campo, risalente alla metà del XII secolo, che acquistata dai loro ascendenti Boveschi, costituiva il fulcro di un'opera fortificata ben più vasta, che comprendeva anche l'adiacente torre detta dell'Arpacata (o arpacasa). La torre originale con tale nome, insieme a quella detta della Arpacatella; divenuta sede del ramo di Tagliacozzo, subì l'abbattimento dai partigiani di Carlo I d'Angiò, per aver parteggiato con Giacomo Orsini per Corradino di Svevia nella prima metà del secolo XIII., e poi ancora demolita nel 1296 dagli Orsini, che la riedificarono nuovamente e sulla quale in seguito la decorarono con un orologio prospiciente la piazza, elevandosi sopra le rovine della Venus Victrix del Teatro di Pompeo. 

Tornato sul finire del XV secolo alla famiglia Orsini, divenendo poi una delle residenze abituali di Virginio e Paolo Giordano II, venne spesso affittato e infine ceduto da quest'ultimo nel 1651 alla famiglia dei Pio di Savoia, signori di Carpi che vi raccolsero una preziosa collezione di quadri, tra cui opere di Tiziano, Caravaggio e Carracci, acquistata da papa Benedetto XIV per donarla alla pinacoteca capitolina.
Nel XVII secolo la facciata è stata ridisegnata dall'architetto romano Camillo Arcucci su commissione di Carlo Pio di Savoia iuniore, la ristrutturazione comportava la scomparsa dell'orologio che fino ad allora aveva caratterizzato il palazzo. Esso domina le altre aree situate tra Campo de' Fiori e Piazza del Biscione.

Dopo vari passaggi di proprietà agli inizi del XIX secolo venne acquistato dal banchiere Pietro Righetti, che commissionò alcuni scavi per il consolidamento delle fondamenta che portarono alla luce, nell'area del cortile, una statua bronzea di Ercole, alta m 3,83 e risalente al II secolo d.C., venduta (o donata) a Pio IX nel 1865, che la fece esporre nella sala rotonda del Museo Pio-Clementino nei Musei Vaticani, prendendo il nome di "Ercole Mastai". La statua sarebbe stata ivi sepolta, sul luogo dove secondo l'uso romano ed etrusco, sarebbe caduta una folgore. Dal 1887 al 1926 è stato sede dell'Ospizio di Tata Giovanni.